# Білянино (Юргинський округ)
Біля́нино (рос. Белянино) — присілок у складі Юргинського округу Кемеровської області, Росія.

## Населення
Населення — 456 осіб (2010; 489 у 2002).
Національний склад (станом на 2002 рік):
- росіяни — 92 %